# Ferrisia claviseta
Ferrisia claviseta är en insektsart som först beskrevs av Lobdell 1930.  Ferrisia claviseta ingår i släktet Ferrisia och familjen ullsköldlöss. Inga underarter finns listade i Catalogue of Life.